# Tormyrtjärnen (Hällesjö socken, Jämtland)
Tormyrtjärnen är en sjö i Bräcke kommun i Jämtland och ingår i Ljungans huvudavrinningsområde.